# ¿Qué pasaría si...? (historieta)

Marvel Comics fue la creadora de la serie de ¿Qué pasaría si...?

¿Qué pasaría si...? (En inglés What If), es una serie de historietas perteneciente al género de antología, publicada por Marvel Comics, cuyas historias exploran cómo el Universo Marvel podría haberse desarrollado si los momentos clave de su historia no hubieran ocurrido como sucedió en la continuidad de la corriente principal. ¿Qué pasaría si...? debutó en el año 1977, las historietas se han publicado en 13 series, así como en números independientes ocasionales.
En el año 2021, una serie de animación basada en las historietas de ¿Qué pasaría si...? fue estrenado en Disney +, como parte del Universo cinematográfico de Marvel, específicamente para su multiverso.

## Formato

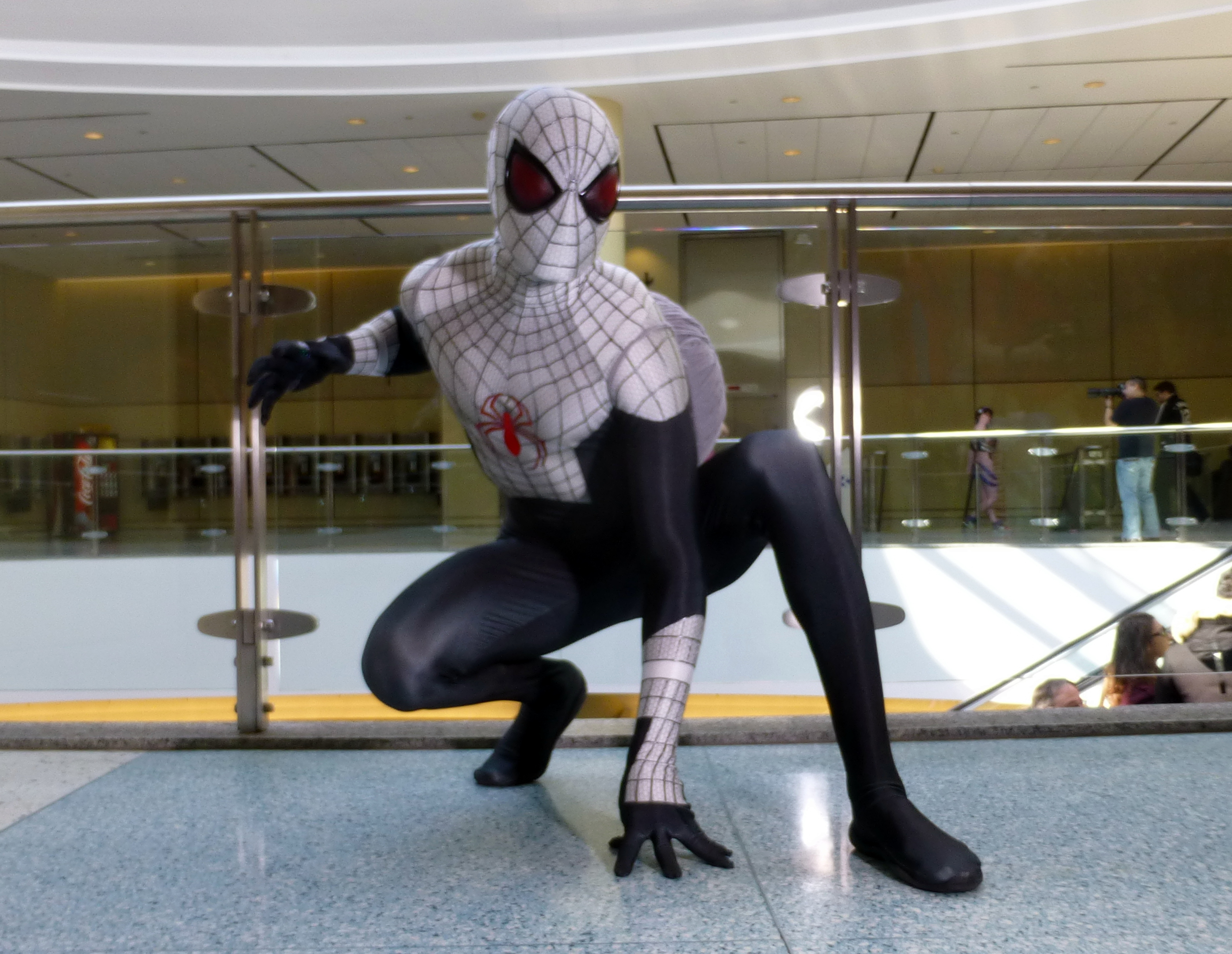
El hombre Araña o Spider-Man, fue el personaje que inspiro la creación de ¿Qué pasaría si...?, además es el personaje con más versiones alternativas de historias

Las historias de ¿Qué pasaría si...? de la serie inaugural (1977-1984) presentan al extraterrestre Uatu, el Vigilante como narrador. Desde su base en la Luna, Uatu observa tanto la Tierra como las realidades alternativas.
La mayoría de las historias de ¿Qué pasaría si...? comienzan con Uatu describiendo un evento en la corriente principal del Universo Marvel, luego introduciendo un punto de divergencia en ese evento y luego describiendo las consecuencias de la divergencia. Uatu se usó de manera similar en la segunda serie (1989-1998) hasta un punto en el que, en la historieta de Los Cuatro Fantásticos, Uatu fue castigado por destruir a otro Vigilante. Esto hizo que el uso de Uatu fuera improbable, por lo que el personaje se eliminó gradualmente hasta su última aparición en el número 76. Sin un dispositivo de encuadre, las historias mismas se convirtieron en el centro de atención.
En series posteriores, algunos escritores optaron por introducir narradores alternativos. Por ejemplo, en el volumen 3, en ¿Qué pasaría si... Karen Page hubiera vivido?, En ¿Qué pasaría si... Jessica Jones se hubiera unido a los Vengadores?, y en Daredevil (2005), Brian Michael Bendis, el propio escritor, hace un cameo como narrador. A principios de la serie de 2006, un pirata informático, cuyo alias en línea es "el Vigilante", abre cada uno de los seis números.
Marvel ha dado varias designaciones numéricas oficiales a las historias ¿Qué pasaría si...?, para hacerlas contiguas al Multiverso Marvel, y diferenciarlas del Universo Marvel principal de la Tierra-616.
Marvel Comics emitió ocasionalmente funciones de respaldo, Untold Tales From the Marvel Universe. Estas historias explicaron los orígenes de algunas de las razas sobrehumanas de Marvel.

## Historial de publicaciones

### Volumen 1

La primera historia de Que pasaría si, tenía como premisa combinar al Hombre Araña con los cuatro fantásticos

La serie inicial de 47 números se desarrolló entre febrero de 1977 y octubre de 1984. La primera historia de ¿Qué pasaría si...? fue "¿Qué pasaría si... Spider-Man se hubiera unido a los Cuatro fantásticos? ". Presentaba una versión alternativa de los eventos vistos en The Amazing Spider-Man # 1 (1963). ¿Qué pasaría si...? # 24, que se titula "¿Qué pasaría si... Gwen Stacy hubiera vivido?" Y se centra en las consecuencias de la exposición pública de la identidad secreta de Spider-Man, es una de las historias de ¿Qué pasaría si...? más respetadas.
Tras la cancelación de la serie, Marvel publicó un one-shot ¿Qué pasaría si...? Especial (junio de 1988) con la historia "¿Qué pasaría si... Iron Man hubiera sido un traidor?".

### Volumen 2
De julio de 1989 a noviembre de 1998, Marvel publicó 115 números de ¿Qué pasaría si...? mensuales (114 números más un número # -1), la segunda serie revisó y revisó las ideas del volumen 1. En el volumen 2, las historias podrían abarcar varios números (todos los números del volumen 1, contenían una historia completa). Además, a veces, las historias del volumen 2 ofrecerían múltiples tramas y finales, y el lector podría decidir cuál adoptar. Por ejemplo, en ¿Qué pasaría si... Máquina de Guerra no hubiera destruido al Láser Viviente?, se ofrecieron tres finales.
El aspecto humorístico del volumen 1 se mantuvo hasta el volumen 2, particularmente en el número 34, un número de humor que contiene una serie de gags de una sola página y dos historias completas.
En el número 105 de ¿Qué pasaría si...?, se introdujo a Spider-Girl, también llamada la Mujer Araña (Mayday Parker); el nuevo personaje fue lo suficientemente popular para una serie derivada. A partir de esto, se desarrolló la línea de publicaciones MC2.
Durante un breve período entre 1995 y 1996, todas las historias de ¿Qué pasaría si? fueron etiquetadas como Marvel Alterniverse, que incluía personajes como Ruins , The Last Avengers Story y Punisher Kills the Marvel Universe.

### Volumen 3
En febrero de 2005, Marvel publicó otros seis números de ¿Qué pasaría si...?. Todos estaban en formato "one-shot". El editor, Justin Gabrie, atribuyó la publicación del volumen 3 a una sugerencia de CB Cebulski.
Marvel publicó una única edición de parodia llamada ¿Qué pasaría si Huh...? en agosto de 2005.

### Volumen 4
En febrero de 2006 se inició la publicación del volumen 4. Una vez más, hubo seis números en el formato "one-shot". Sin embargo, en lugar de seguir la tradición de ¿Qué pasaría si...? de usar una divergencia de un punto específico de la trama, el Volumen 4 se parecía más al equivalente de DC Comics, Elseworlds, que presenta historias que son continuidades basadas en versiones alternativas (en tiempo o lugar) del canon (por ejemplo, Superman: Red Son es una historia en la que Superman se crio en la Unión Soviética en lugar de en los Estados Unidos) todos menos uno de los números del volumen 4 usan este formato, explicado por Uatu el Vigilante después de haber descubierto documentos históricos desde una dimensión alternativa. Desde la era feudal japonesa, comienza la divergencia de un universo alternativo compartido, la Tierra-717. Esta divergencia es el momento en que aparece un héroe Daredevil conocido como "el diablo que se atreve". También es el ámbito donde los personajes reciben historias de vida alternativas, y donde proceden en períodos históricos alternativos.
Los ejemplos del volumen 4 incluyen al Capitán América luchando contra el "Cráneo Blanco" durante la guerra civil estadounidense; Wolverine asumiendo el papel de Punisher y luchando contra mafiosos en la Prohibición de los años 20, en Chicago; Namor el Sub-Mariner fue criado por su padre en la superficie durante la Segunda Guerra Mundial; Thor se convierte en heraldo de Galactus; y una versión soviética de los Cuatro Fantásticos, conocidos como los "Ultimate Federalist Freedom Fighters" (que constan de Rudion Richards, Colossus, Magik y Widow Maker), durante la Guerra Fría.

### Volumen 5
En 2006, Marvel publicó otro conjunto de temas de ¿Qué pasaría si?, incluido uno basado en la historia de Spider-Man "The Other".

### Volumen 6
El volumen 6 consta de cinco números (2007-2008). Un sexto, "¿Qué pasaría si...?: This Was the Fantastic Four", con Spider-Man , Wolverine, Ghost Rider y Hulk, iba a ser lanzado en noviembre de 2007, pero fue retenido debido a la muerte de Mike Wieringo. ¿Qué pasaría si...?: This Was the Fantastic Four fue lanzado como tributo a Wieringo en junio del año 2008 como un especial de 48 páginas, todos sus ingresos se destinaron a la iniciativa Hero.
Los otros temas fueron: "¿Qué pasaría si...?: Planeta Hulk " (octubre de 2007); "¿Qué pasaría si...?: Aniquilación" (noviembre de 2007); dos ¿Qué pasaría si...? especiales para "Guerra Civil" y "X-Men: Rise and Fall of the Shi'ar Empire" (diciembre de 2007) y "¿Qué pasaría si...? Spider-Man contra Wolverine " (enero de 2008). Estos números se recopilaron en un libro de bolsillo comercial, de ¿Qué pasaría si...? Guerra civil .

### Volumen 7
En diciembre de 2008, Marvel publicó cinco especiales de ¿Qué pasaría si...? que aparecían semanalmente. Incluyeron: Fallen Son: La muerte del Capitán América , House of M, Spider-Man: Back in Black, y Secret Wars. Un nuevo "Cuatro Fantásticos" consistía en Hulk, Spider-Man, Iron Man y Wolverine. Además, una historia que presenta a los Fugitivos como los Jóvenes Vengadores se extendió a lo largo del Volumen 7.

### Volumen 8

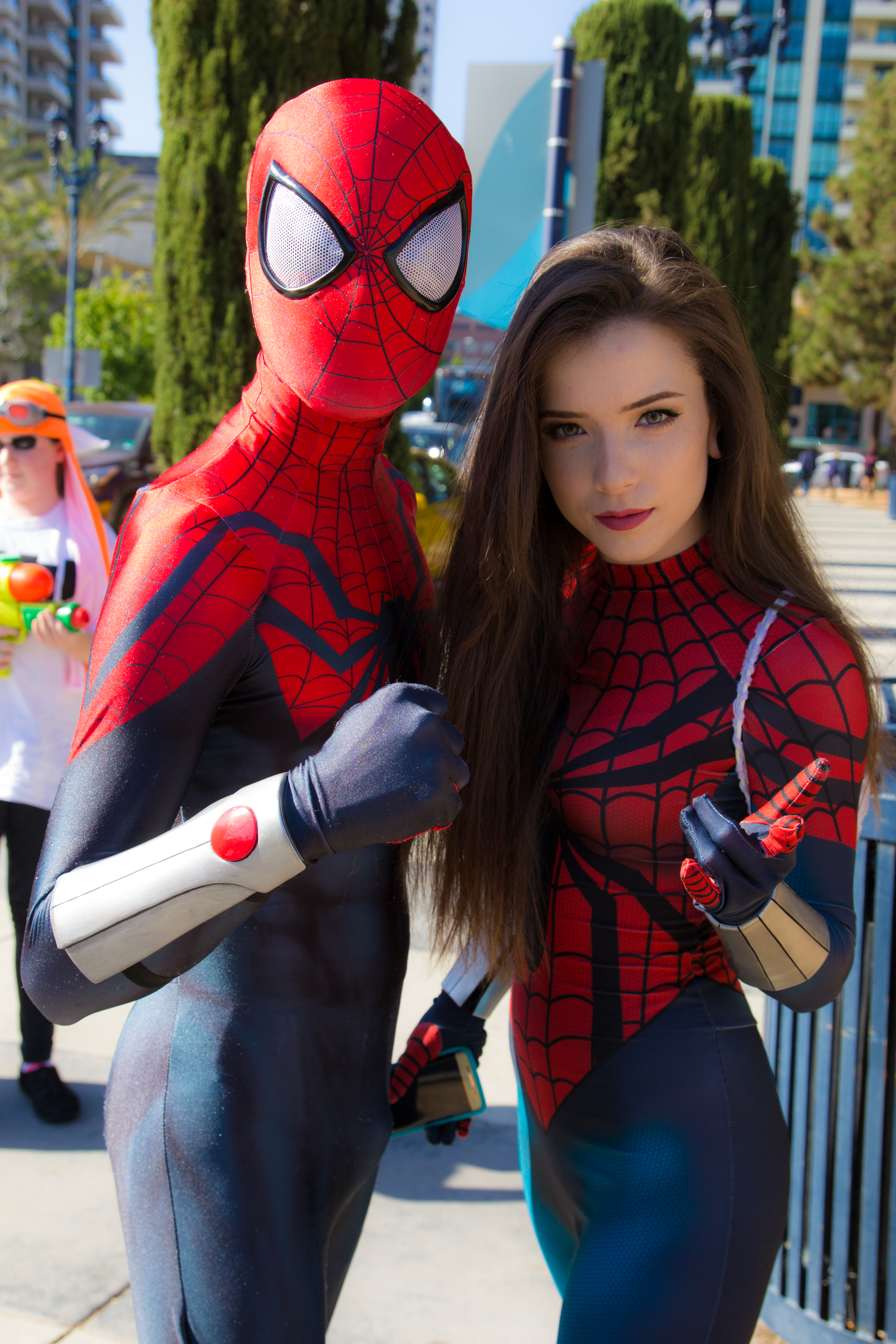
La serie de Que pasaría si, fue donde se crearon originalmente las versiones femeninas del Hombre Araña, conocida como la Mujer Araña (Spider-Girl)

En diciembre de 2009 se publicó una nueva serie. El volumen 8 se centró en tres eventos recientes en el Universo Marvel, incluida la miniserie Spider-Man: House of M y las historias de "World War Hulk" y "Secret Invasion". También hubo una edición centrada en la serie Astonishing X-Men y un clásico ¿Qué pasaría si...?, sobre Daredevil y Elektra. Con la excepción de este último número, cada cómic del Volumen 8 presentó dos alternativas para el evento.

### Volumen 9
En septiembre de 2010, Marvel anunció una novena serie de cinco números ¿Qué pasaría si...? en formato one-shot, que se lanzarán en diciembre de 2010. Los números segundo a quinto del volumen 9 no estaban numerados.
¿Qué pasaría si...? # 200 fue una edición de tamaño extra con dos historias. Presentó una alternativa para el evento Siege Marvel Universe, preguntando qué podría haber sucedido si Sentry no hubiera perdido el control y Norman Osborn hubiera conquistado Asgard. La segunda historia examinó "La trilogía de Galactus" y fue escrita por Stan Lee, el autor del original.

### Volumen 10
El 22 de marzo de 2013, el editor de Marvel en jefe Axel Alonso reveló a Comic Book Resources de ¿Qué pasaría si...? volvía con ¿Qué pasaría si... Vengadores contra X-Men, una serie limitada de cuatro números escrita por Jimmy Palmiotti e ilustrada por Jorge Molina.

### Volumen 11
En abril de 2014, Marvel lanzó la serie de cinco números de ¿Qué pasaría si... La era de Ultron?, que surgió del evento de 2013 y examinó las consecuencias de que Wolverine retrocediera en el tiempo para matar a Hank Pym antes de crear a Ultron. Cada número exploraba cómo sería un nuevo universo que surgió de la eliminación de otro Vengador principal, con la Avispa en el n.° 1, y Iron Man en el n.° 2, Thor en el n.° 3 y el Capitán América en el n.° 4. La serie concluyó en el n.° 5 con un mundo donde Hank Pym nunca creó a Ultron en primer lugar, y por lo tanto, un universo sin la creación de Visión por parte de Ultron.

### Volumen 12
En octubre de 2015, Marvel lanzó otra serie de historias de cinco partes en el marco de ¿Qué pasaría si... banner?, esta vez se centró en la historia de 2013 "Infinity", que vio a los Vengadores, Guardianes de la Galaxia, Inhumanos y otros grupos lidiando con una amenaza combinada de una incursión universal de la raza Constructores, y un ataque a la Tierra por Thanos y sus fuerzas. Cada número es una historia independiente, y los primeros cuatro exploran un resultado diferente del evento. El quinto, ¿Qué pasaría si...? Infinity: Dark Reign, presenta un mundo en el que Norman Osborn y los Vengadores Oscuros habían adquirido el Guante del infinito durante la historia de 2008-09 "Dark Reign".

### Volumen 13
En octubre de 2018, Marvel lanzó seis one-shots más bajos de ¿Qué pasaría si...?, así como varias reimpresiones de True Believer de $1.00 de los clásicos temas de ¿Qué pasaría si...?.

## En otros medios

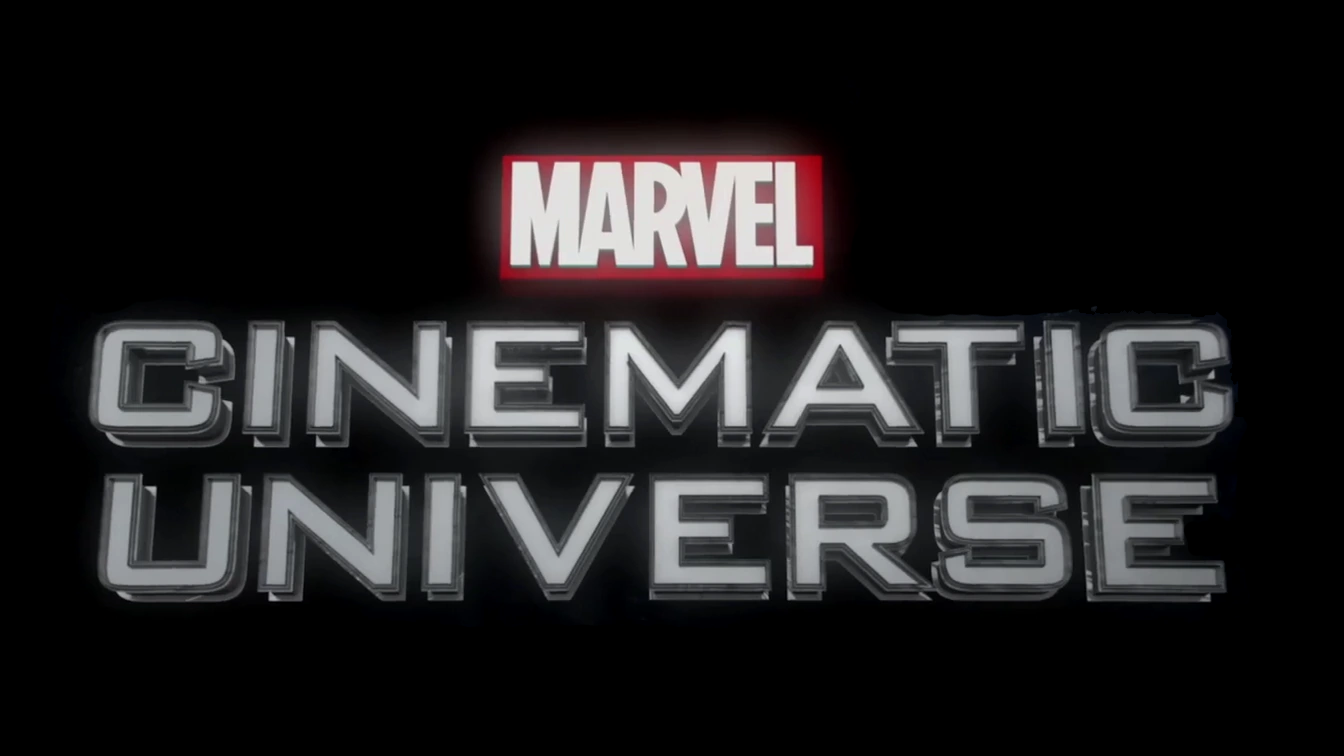
La serie de televisión de ¿Qué pasaría si...?, forma parte de la continuidad del Universo Cinematográfico de Marvel (UCM)

Se ha hecho referencia a las historietas de ¿Qué pasaría si...? en todo el Universo cinematográfico de Marvel (UCM).
- La serie de televisión Agents of S.H.I.E.L.D. presenta un arco de la historia que está vagamente inspirado en la serie de historietas de ¿Qué pasaría si...?, con el primer episodio del arco llamado ¿Qué pasaría si... El escenario es una creación virtual, llamada Framework, de Holden Radcliffe y su asistente de inteligencia artificial AIDA. En este caso, describen las vidas drásticamente diferentes de los miembros del equipo S.H.I.E.L.D..[8]

- En 2021, Marvel Studios produjo una serie animada basada en las historietas titulada ¿Qué pasaría si...?, estrenada en Disney+. Varios actores de UCM repiten sus papeles, con la serie narrada por Uatu/El vigilante (con la voz de Jeffrey Wright).[9][10]

### Ediciones de colección
Varias de las historias se han recopilado en libros de bolsillo comerciales:
- ¿Qué pasaría si...? Clásicos:

- - Volumen 1 (colección ¿Qué pasaría si...? #1–6), enero de2005, ISBN 0-7851-1702-4
  - Volumen 2 (colección ¿Qué pasaría si...? #7–12), enero de 2006, ISBN 0-7851-1843-8
  - Volumen 3 (colección ¿Qué pasaría si...? #14–15, 17–20), enero de 2007, ISBN 0-7851-2081-5
  - Volumen 4 (colección ¿Qué pasaría si...? #21–26), diciembre 2007, ISBN 0-7851-2738-0
  - Volumen 5 (colección ¿Qué pasaría si...? #27–32), enero de 2009, ISBN 0-7851-3086-1
  - Volumen 6 (colección ¿Qué pasaría si...? #33–38), diciembre de 2009, ISBN 0-7851-3753-X
  - Volumen 7 (colección ¿Qué pasaría si...? #40–42, #43 (backup story only) and 44–47), febrero de 2011, ISBN 0-7851-5311-X
- X-Men: Alterniverse Visions (colección ¿Qué pasaría si...? (vol. 2) #40, 59, 62, 66 and 69), agosto de 1996, ISBN 0-7851-0194-2 (Boxtree, mayo de 1996, ISBN 0-7522-0342-8)
- Iron Man 2020 (colección The Amazing Spider-Man Annual #20, Machine Man (vol. 2) #1-4, Death's Head #10, Iron Man 2020 #1, Astonishing Tales: Iron Man 2020 #1-6, What If? (vol. 2) #53; Abril 2013, ISBN 978-1302913908)
- Death’s Head Volume 2 (colección  Death’s Head #8-10, Death’s Head: The Body In Question, Sensational She-Hulk #24, Fantastic Four #338, Marvel Comics Presents #76, Doctor Who Magazine #173, ¿Qué pasaría si...? (vol. 2) #54; octubre de 2007, Panini Comics, ISBN 1-905239-69-6)
- Death’s Head: Freelance Peacekeeping Agent (colección Dragon's Claws #5, Death’s Head #1-7 and 9-10, Death’s Head: The Body In Question, Fantastic Four #338, Sensational She-Hulk #24, Marvel Comics Presents #76, ¿Qué pasaría si...? (vol. 2) #54, Marvel Heroes #33; marzo de 2020, ISBN 978-1302923365)
- ¿Qué pasaría si...?: ¿Porque no? (colección ¿Qué pasaría si...? vol. 3), marzo de 2005, ISBN 0-7851-1593-5
- ¿Qué pasaría si...?: Mirror Mirror (colección ¿Qué pasaría si...? vol. 4), mayo de 2006, ISBN 0-7851-1902-7
- ¿Qué pasaría si...?: Event Horizon (colección ¿Qué pasaría si...? vol. 5), julio de 2007, ISBN 0-7851-2183-8
- ¿Qué pasaría si...?: Guerra Civil (colección ¿Qué pasaría si...? vol. 6), abril de 2008, ISBN 0-7851-3036-5
- ¿Qué pasaría si...?: Guerras Secretas (colección ¿Qué pasaría si...? vol. 7), abril de 2009, ISBN 0-7851-3341-0
- ¿Qué pasaría si...?: Invasión Secreta (colección ¿Qué pasaría si...? vol. 8), mayo de 2010, ISBN 0-7851-4109-X
- ¿Qué pasaría si...?: Vengadores Oscuros (colección ¿Qué pasaría si...? vol. 9), abril de 2011, ISBN 0-7851-5278-4
- ¿Qué pasaría si...?: Vengadores contra X-Men (colección ¿Qué pasaría si...? vol. 10), octubre de 2013, ISBN 978-0785183945
- ¿Qué pasaría si...?: Era de Ultron (colección ¿Qué pasaría si...? vol. 11), julio de 2014, ISBN 0-7851-9054-6
- ¿Qué pasaría si...?: Infinito (colección ¿Qué pasaría si...? vol. 12), septiembre de 2016, ISBN 0-7851-9314-6
- ¿Qué pasaría si...?: Con un Gran poder (colección ¿Qué pasaría si...? vol. 13), marzo de 2019, ISBN 130251038X